# 孔多孜·玉素甫
孔多孜·玉素甫，维吾尔族，新疆人，中华人民共和国女外交官。新疆维吾尔自治区人民政府官员。
2010年至2013年，任中国驻大阪副总领事。2013年时，同时兼任新疆维吾尔自治区人民政府外事（侨务）办公室（港澳事务办公室）党组成员，对外友好协会常务副会长。后任驻日本大使馆领事处参赞、商务处参赞。2016年，任新疆维吾尔自治区人民政府外事（侨务）办公室副主任，分管国际交流处和友协办工作
。2018年，任驻札幌副总领事。2020年时，任新疆维吾尔自治区人民政府外事办公室党组成员、副主任。
孔多孜于2013年和2018年先后当选新疆政协第十一届、第十二届委员会委员，代表对外友好界。